# Solec nad Wisłą
Solec nad Wisłą is een dorp in de Poolse woiwodschap Mazovië. De plaats maakt deel uit van de gemeente Solec nad Wisłą en telt 1400 inwoners.
Oorspronkelijk werd Solec Solca genoemd, een naam afkomstig van de zouthandel die er plaatsvond.
De eerste vermelding van Solec is te vinden in de pauselijke Bul Ex commisso nobis uitgevaardigd in 1136 door Paus Innocentius II.